# Шелепаново
Шелепаново — деревня в Московской области России. Входит в городской округ Солнечногорск. Население — 9 чел. (2010).

## География
Деревня Шелепаново расположена на севере Московской области, в восточной части округа, примерно в 13 км к юго-востоку от центра города Солнечногорска и 32 км к северо-западу от Московской кольцевой автодороги. В 2 км севернее — Московское малое кольцо А107, в 4 км восточнее — федеральная автодорога M10 «Россия».
К деревне приписано одно садоводческое некоммерческое товарищество. Ближайшие населённые пункты — деревни Литвиново, Никифорово и Овсянниково.

## Население
| 1852 | 1859 | 1890 | 1899 | 1926 | 1966 |
| ---- | ---- | ---- | ---- | ---- | ---- |
| 212  | ↗228 | ↗231 | ↘199 | ↗401 | ↘91  |
| 1998 | 2002 | 2010 |      |      |      |
| ↘8   | ↗9   | →9   |      |      |      |

## История
Шелепанова, деревня 6-го стана, Государственных Имцщ., 92 души м. п., 120 ж., 33 двора, Шелепановское сельское управление, 51 верста от Тверской заставы просёлком.— Нистрем К. Указатель селений и жителей уездов Московской губернии, 1852
В «Списке населённых мест» 1862 года Шелепанова (Двойня) — казённая деревня 6-го стана Московского уезда Московской губернии между Санкт-Петербургским шоссе и Рогачёвским трактом, в 51 версте от губернского города, при речке Безыменной, с 37 дворами и 228 жителями (99 мужчин, 129 женщин).
По данным на 1890 год — деревня Дурыкинской волости Московского уезда с 231 душой населения.
В 1913 году — 63 двора и чайная лавка.
По материалам Всесоюзной переписи населения 1926 года — центр Шелепановского сельсовета Бедняковской волости Московского уезда в 4,5 км от Ленинградского шоссе и 8 км от станции Поворово Октябрьской железной дороги, проживал 401 житель (193 мужчины, 208 женщин), насчитывалось 70 крестьянских хозяйств.
С 1929 года — населённый пункт в составе Солнечногорского района Московского округа Московской области. Постановлением ЦИК и СНК от 23 июля 1930 года округа как административно-территориальные единицы были ликвидированы.
1929—1957 гг. — деревня Литвиновского сельсовета Солнечногорского района.
1957—1959 гг. — деревня Литвиновского сельсовета Химкинского района.
1959—1960 гг. — деревня Пешковского сельсовета Химкинского района.
1960—1963, 1965—1994 гг. — деревня Пешковского сельсовета Солнечногорского района.
1963—1965 гг. — деревня Пешковского сельсовета Солнечногорского укрупнённого сельского района.
В 1994 году Московской областной думой было утверждено положение о местном самоуправлении в Московской области, сельские советы как административно-территориальные единицы были преобразованы в сельские округа.
С 1994 до 2006 гг. деревня входила в Пешковский сельский округ Солнечногорского района.
С 2005 до 2019 гг. деревня включалась в Пешковское сельское поселение Солнечногорского муниципального района.
С 2019 года деревня входит в городской округ Солнечногорск, в рамках администрации которого относится с территориальному управлению Пешковское.